# چگودایفکا
چگودایفکا (انگلیسی: Chegodayevka) یک شهرک در شهرستان استرلیباشفسکی استان باشقیرستان کشور روسیه است.